# داودا دیاکیته (بازیکن فوتبال اهل مالی)
داودا دیاکیته (انگلیسی: Daouda Diakité؛ زادهٔ ۲۰ مارس ۱۹۷۷) بازیکن فوتبال اهل مالی بود.
از باشگاه‌هایی که در آن بازی کرده است می‌توان به باشگاه ورزشی جولیبا اشاره کرد.
وی همچنین در تیم ملی فوتبال مالی بازی کرده است.